# ゴライアスガエル
ゴライアスガエル（Conraua goliath）は、両生綱無尾目ゴライアスガエル科に分類されるカエル。別名ゴリアテガエル。

## 分布
カメルーン、赤道ギニア

## 形態
体長17-32センチメートル。四肢を含めた長さが80.5センチメートル。最大体重3.3キログラムと無尾目最大種。種小名goliathや英名は旧約聖書の巨人ゴリアテ（ゴライアスは英語読み）に由来する。背面の皮膚には粒状の突起が密集する。背面の体色は緑がかった黄褐色、四肢腹面の体色は黄色や橙色。
幼生は全長4-5センチメートル。変態直後の幼体は体長1.4センチメートル。オスは左右の眼の間に黒い斑紋が入る。
鳴嚢（めいのう）が無いため、鳴くことがほとんどないと言われている。

## 生態
熱帯雨林内を流れる底質が砂で、溶存酸素量が多い水温16-23 ℃の渓流に生息する。水辺からほとんど離れずに生活する。
食性は動物食で、昆虫、サソリ、甲殻類、魚類、カエルなどを食べる。
繁殖形態は卵生。6月に岩の下にある水草に卵を産む。幼生は約3か月で変態し幼体になる。

## 人間との関係
開発による生息地の破壊、水質汚染、食用やまじない用、皮用やペット用の乱獲などにより生息数が減少している。
ペットとして飼育されることもあり、日本にも輸入されている。流通はまれ。大型種である上に跳躍力が強く、餌付きが悪いため飼育は難しいとされる。